# Selecció de futbol d'Etiòpia
La Selecció de futbol d'Etiòpia és l'equip representatiu del país a les competicions oficials. Està dirigida per la Federació de Futbol d'Etiòpia, pertanyent a la CAF.

## Competicions internacionals

### Participacions en la Copa del Món
- De 1930 a 1954 – No hi participà
- 1958 – Entrad no acceptada per la FIFA
- 1962 – No es classificà
- 1966 – No hi participà
- De 1970 a 1986 – No es classificà
- 1990 – No hi participà
- 1994 – No es classificà
- 1998 – No hi participà
- De 2002 a 2006 – No es classificà
- 2010 – Desqualificat
- De 2014 a 2018 – No es classificà

### Participacions en la Copa d'Àfrica
- 1957 – Segons
- 1959 – Tercers
- 1962 – Campions
- 1963 – Quarts
- 1965 – Primera ronda
- 1968 – Quarts
- 1970 – Primera ronda
- 1972 – 1974 – No es classificà
- 1976 – Primera ronda
- 1978 – 1980 – No es classificà
- 1982 – Primera ronda
- 1984 – No es classificà
- 1986 – Abandonà
- 1988 – Abandonà en les classificacions
- 1990 – No es classificà
- 1992 – Abandonà en les classificacions
- 1994 – 1998 – No es classificà
- 2000 – Abandonà
- 2002 – 2008 – No es classificà
- 2010 – Desqualificats
- 2012 – No es classificà
- 2013 – Primera ronda
- 2015 – 2017 – No es classificà

## Llista d'entrenadors
- Edward Virvilis
- Jiri Starosta (1959)
- Slavko Milošević (1961)
- Ydnekatchew Tessema (1961–1962)
- Slavko Milošević (1962)
- Ydnekatchew Tessema (1963)
- Szűcs Ferenc (1968–1969)
- Luciano Vassalo (1969–1970)
- Peter Schnittger (1974–1976)
- Mengistu Worku (1977, 1978, 1980[2]-1982, 1987)
- Klaus Ebbinghausen (1988–1989)
- Kassahun Teka (1992–1993)
- Gebregiorgis Getahun (1993)
- Kassahun Teka (1994–1995)
- Seyoum Abate (1996)
- Oko Idiba (1997)[3]
- Kassahun Teka (1997)
- Seyoum Abate (1998–2000)[4]
- Asrat Haile (2001)
- Jochen Figge (agost 2002 – maig 2003)[5]
- Asrat Haile (maig 2003 – setembre 2003, temporal)[6]
- Seyoum Kebede (setembre 2003[6] – novembre 2004)
- Asrat Haile (novembre 2004 – desembre 2004, temporal)[7]
- Sewnet Bishaw (2004 – setembre 2006)
- Seyoum Abate (octubre 2006)
- Diego Garzitto (novembre 2006 – febrer 2007)
- Tesfaye Fetene (abril 2007)
- Tsegaye Desta (juny 2007)
- Abraham Teklehaymanot (abril 2008 – 2010)[8]
- Iffy Onuora (juliol 2010 – abril 2011)[9]
- Tom Saintfiet (maig 2011 – octubre 2011)[10][11]
- Sewnet Bishaw (novembre 2011 – January 2014)[12][13]
- Mariano Barreto (abril 2014– abril 2015)[14]
- Yohannes Sahle (abril 2015 – maig 2016)[15][16]
- Gebremedhin Haile (maig 2016–octubre 2016)[17]
- Ashenafi Bekele (febrer 2017– desembre 2017)
- Abraham Mebratu (juliol 2018–)[18]